# Thambi Naidoo
Govindasamy Krishnasamy Thambi Naidoo (1875-1933) fue un activista por los derechos civiles sudafricano. Fue uno de los primeros colaboradores de Mahatma Gandhi y lideró muchas protestas en la entonces Sudáfrica contra la discriminación racial dirigida a la comunidad india.
Fue miembro y luego presidente de la Tamil Benefit Society. Cuatro generaciones de la familia Naidoo, comenzando con él, se dedicaron al activismo por los derechos civiles, incluidas las protestas contra el apartheid, y fueron conocidos como Congress Naidoos.

## Primeros años de vida
Naidoo nació en 1875 en Mauricio como el hijo menor de una familia de inmigrantes tamiles de Mattur (en el actual distrito de Thanjavur), en la entonces presidencia de Madrás de la India británica. Su padre era un contratista de fertilizantes. Naidoo emigró a Kimberley (entonces parte de Colonia del Cabo), junto con su hermano y su hermana, cuando tenía 14 años, en 1889. Se mudó a Johannesburgo en 1892, donde se convirtió en mayorista de productos agrícolas.

## Activismo

### Primeros años (1889-1905)
La primera incursión de Naidoo en el activismo fue en protesta por la Ley 3 de 1885, que imponía la segregación a los indios en la provincia provincia de Transvaal, restringiendo sus movimientos. Encabezó una marcha de protesta hacia el Consejo Municipal de Johannesburgo y formó parte de la delegación que se reunió con el presidente Paul Kruger con una petición contra la ley.
Naidoo fue uno de los miembros fundadores del Congreso Indio de Transvaal (CIT) en 1893, con H. O. Ally. El establecimiento fue un precursor del Congreso Indio de Natal que Gandhi fundó en 1894.

### Colaboración con Gandhi (1906-1913)
De 1906 a 1913, colaboró con Gandhi en las comunidades indias sudafricanas mientras luchaban contra la represión racial anterior al apartheid por parte de las autoridades blancas locales y las coloniales británicas en Durban. Naidoo era miembro ejecutivo de la Asociación India Británica de Transvaal, de la que Gandhi era secretario. Era conocido como uno de los principales lugartenientes de Gandhi en el país. Naidoo colaboró con Gandhi, ya que este último consolidó sus acciones políticas contra Jan Smuts, el entonces primer ministro sudafricano. En 1907 participó en el piquete en las oficinas de registro y fue uno de los primeros en ser arrestado. Más tarde ese año, boicoteó el registro obligatorio y fue obligado a salir de Transvaal, y fue arrestado en enero de 1908 junto con Gandhi. Thambi también estuvo al lado de Gandhi cuando Gandhi organizó su movimiento Satyagraha en Transvaal, y más tarde durante la huelga de 1913 en protesta contra el impuesto de £ 3 a los trabajadores indenturados.
Fue elegido presidente de la Tamil Benefit Society con sede en Johannesburgo en 2012.

### Después del regreso de Gandhi a la India (1914-1933)
Naidoo continuó liderando la comunidad india en Sudáfrica después del regreso de Gandhi a la India en 1914. Fue elegido presidente del TIC en 1932. Lideró protestas contra algunas de las legislaciones discriminatorias de la época, incluida la Ley de tenencia de tierras asiáticas de Transvaal y la Ordenanza (de control) de licencias. Expresó su desacuerdo con la decisión del Congreso Indio Sudafricano de participar en el Comité de Investigación sobre la Colonización, una iniciativa que el gobierno gobernante había creado para encontrar formas para que la comunidad india emigrara de Sudáfrica a países como Borneo.
En 1933, lideró el movimiento para eliminar la intocabilidad en el templo hindú de Melrose.

## Vida personal
Naidoo estaba casado con Veeramal (de soltera Pillay), hermana de un amigo cercano. La pareja tuvo siete hijos, incluido Roy Naidoo. Su esposa e hijos lideran varios movimientos de resistencia no violenta que protestaron contra la discriminación contra la comunidad india. Sus hijos crecieron en la Granja Tolstoi, que Gandhi había abierto para familias de activistas civiles. Cuatro de sus hijos, incluido Roy, fueron enviados a la India junto con Gandhi y estudiaron con el poeta, premio Nobel y activista independentista indio Rabindranath Tagore. Continuaron asociados con movimientos contra el apartheid dentro y fuera de Sudáfrica en el exilio. La familia, cuatro generaciones comenzando con Naidoo, eran conocidas como Congress Naidoos. Naidoo no tenía educación formal pero hablaba inglés, tamil, telugu, indostaní, criollo y zulú.
Naidoo murió el 31 de octubre de 1933 en Johannesburgo.
Una exposición que detalla el activismo de la familia de Naidoo titulada Resistance in their Blood: The Naidoo-Pillay Family: Pacifists, Protestors, Prisoners, Patriots, fue parte del Museo del Apartheid en Johannesburgo.

## Libros
- Vadi, Ismail (2021). Thambi Naidoo and Family: Struggle for a Non-racial Democracy in South Africa (en inglés). Ahmed Kathrada Foundation. ISBN 978-0-620-92411-5.
- Annamalai, A. (2023). Gandhiyin Thalapathi, Thambi Naidoo [El lugarteniente de Gandhi, Thambi Naidoo] (en tamil). National Gandhi Museum.[12]